# Laviéville
Laviéville – miejscowość i gmina we Francji, w regionie Hauts-de-France, w departamencie Somma.
Według danych na rok 2011 gminę zamieszkiwało 160 osób, a gęstość zaludnienia wynosiła 74 osoby/km² (wśród 2293 gmin Pikardii Laviéville plasuje się na 861. miejscu pod względem liczby ludności, natomiast pod względem powierzchni na miejscu 1115.).